# Кевин Костнър
Кевин Майкъл Костнър (на английски: Kevin Michael Costner) е американски киноактьор, режисьор и продуцент, носител на „Сезар“, „Еми“ и по две награди „Златен глобус“ и „Оскар“, номиниран е за по две награди „Сатурн“ и „Сателит“ и три награди на БАФТА. Известни филми с негово участие са „Недосегаемите“, „Танцуващият с вълци“ (също и режисьор), „Робин Худ: Принцът на разбойниците“, „Воден свят“, „Месия на бъдещето“ (също и режисьор), „Човек от стомана“ и други. От 2003 г. има звезда на Холивудската алея на славата. В най-добрата си форма Костнър е висок 185 см.

## Биография
Кевин Костнър е роден на 18 януари 1955 г. в Линуд, Калифорния, в семейството на Шарън и Уилям Костнър. Майка му е социален работник, а баща му е служител в електрическа компания.

## Избрана филмография
- 1982 – „Нощна смяна“ (Night Shift)
- 1983 – „Рицарите Стейси“ (Stacy's Knights)
- 1985 – „Фанданго“ (Fandango)
- 1985 – „Силверадо“ (Silverado)
- 1985 – „Американски мълнии“ (American Flyers)
- 1987 – „Недосегаемите“ (The Untouchables)
- 1987 – „Без изход“ (No Way Out)
- 1988 – „Бул Дърам“ (Bull Durham)
- 1989 – „Поле на мечтите“ (Field of Dreams)
- 1990 – „Танцуващият с вълци“ (Dances with Wolves)
- 1990 – „Отмъщение“ (Revenge)
- 1991 – „Робин Худ: Принцът на разбойниците“ (Robin Hood: Prince of Thieves)
- 1991 – „Джей Еф Кей“ (JFK)
- 1992 – „Бодигард“ (The Bodyguard)
- 1993 – „Съвършен свят“ (A Perfect World)
- 1994 – „Уайът Ърп“ (Wyatt Earp)
- 1994 – „Войната“ (The War)
- 1995 – „Воден свят“ (Waterworld)
- 1996 – „Тенекиена купа“ (Tin Cup)
- 1997 – „Месия на бъдещето“ (The Postman)
- 1999 – „Писмо в бутилка“ (Message in a Bottle)
- 1999 – „От любов към играта“ (For Love of the Game)
- 2000 – „Тринайсет дни“ (Thirteen Days)
- 2001 – „3000 мили до Грейсланд“ (3000 Miles to Graceland)
- 2002 – „Водно конче“ (Dragonfly)
- 2003 – „Свободна територия“ (Open Range)
- 2005 – „Укротяване на гнева“ (The Upside of Anger)
- 2005 – „Хората говорят“ (Rumor Has It...)
- 2006 – „Спасителен отряд“ (The Guardian)
- 2007 – „Мистър Брукс“ (Mr. Brooks)
- 2008 – „Вотът“ (Swing Vote)
- 2012 – „Хетфийлд и Маккой“ (Hatfields & McCoys)
- 2013 – „Човек от стомана“ (Man of Steel)
- 2014 – „Ден на подбора“ (Draft Day)
- 2014 – „3 дни да убиеш“ (3 Days to Kill)
- 2014 – „Джак Райън: Теория на хаоса“ (Jack Ryan: Shadow Recruit)
- 2015 – „Макфарланд“ (McFarland, USA)
- 2016 – „Престъпник“ (Criminal)
- 2016 – „Скрити числа“ (Hidden Figures)
- 2019 – „Мъже над закона“ (The Highwaymen)
- 2019 – „Невероятния живот на Енцо“ (The Art of Racing in the Rain)
- 2020 – „Не започвай нещо, което не можеш да довършиш“ (Let Him Go)
- 2024 – „Хоризонт: Американска сага – Част 1“ (Horizon: An American Saga – Chapter 1)
- 2024 – „Хоризонт: Американска сага – Част 2“ (Horizon: An American Saga – Chapter 2)

### Като продуцент
- 1990 – „Отмъщение“ (Revenge)
- 1990 – „Танцуващият с вълци“ (Dances with Wolves)
- 1992 – „Бодигард“ (The Bodyguard)
- 1994 – „Rapa Nui“
- 1994 – „Уайът Ърп“ (Wyatt Earp)
- 1995 – „Воден свят“ (Waterworld)
- 1997 – „Месия на бъдещето“ (The Postman)
- 1999 – „Писмо в бутилка“ (Message in a Bottle)
- 2000 – „Тринайсет дни“ (Thirteen Days)
- 2003 – „Свободна територия“ (Open Range)
- 2007 – „Мистър Брукс“ (Mr. Brooks)
- 2008 – „Вотът“ (Swing Vote)
- 2012 – „Хетфийлд и Маккой“ (Hatfields & McCoys)

### Като режисьор
| Година | Филм                | Оригинално заглавие |
| ------ | ------------------- | ------------------- |
| 1990   | Танцуващият с вълци | Dances with Wolves  |
| 1997   | Месия на бъдещето   | The Postman         |
| 2003   | Свободна територия  | Open Range          |